# ヒマリ
ヒマリは日本の女性声優。主にアダルトゲームに声をあてている。

## 人物
イベントやニコニコ動画などでの顔出しの時には、目元を隠すアイマスクをつけて出演している。
ラジオ番組で、腐女子であることを公言している。

## 出演作品
※ 太字は主役もしくはヒロイン

### アダルトゲーム

#### 2006年
- 雪のち、ふるるっ! 〜ところにより、恋もよう〜（坂井 恋夏）
- おねがい♪ご主人さまっ!（スパタ）

#### 2007年
- みみ×みみ!〜発情注意報〜（深山 美矢）
- 風輪奸山〜この身幾たび汚されようとも〜（サブキャラ）
- 女体採集〜女の股に潜む蝶〜（瑠璃川 麻亜矢）
- 魔法少女ナユタ（ソーニャ）
- らぶKiss!アンカー（杵宮 紗羅奈）

#### 2008年
- 催淫術師 〜恥辱まみれの絶頂〜（水森 風花）
- 借金バニーの中出し繁盛記（月丘 あゆみ）[2]
- 万有引力少女（琴瀬 まりあ）
- W触区 -新・学園妖触譚-（巫月 弓菜）
- ゆ〜パラ! 〜ただいま乳院中〜（時田 和泉）
- 姫∽神1/2（イーシャ）
- オトメスマイル（樫ノ木 まちか）[3]
- まままままま（ジェシカ 夏希 君嶋）

#### 2009年
- 女子校生真菜の中出しGAME（青葉 真菜）[4]
- スズノネセブン!（野々村 仁乃）
- Piaキャロットへようこそ!!4 （星野 はるな）
- 魔法少女えれな（本城えみる）
- 姉ニモマケズ 〜お姉ちゃんズは刺激的!〜（姉倉 螢）[5]
- ボクがワタシになった理由 〜女装計画〜（香坂 はるか）[6]
- 正義の教室（高橋 凜）
- ろりぱらセカンドストライク! 〜あゆみの性態観察大作戦〜（たくや、あゆみ）
- 百合の花三重奏 〜私だけのアイドル〜（鴻巣 雛子）
- 神出鬼没!異次元肉棒（真田 花子、四方 諒）
- 夢みる恋の結びかた（水森 明日夏）[7]

#### 2010年
- キサラギGOLD★STAR（稲垣 梅子）
- かしましコミュニケーション（木住野 純）
- ぜったい遵守☆強制子作り許可証!!（澤井 恵那）
- あまつみそらに!（榛名 優依）
- Re:Seven 〜僕が君に出来るコト〜（オペレーター）
- プリンセス・ハンティング〜魔王様の収穫祭〜（イナルナ・フェデリア）[8]
- JKと淫行教師2 〜痴漢電車編〜（澤井 花純）[9]
- 令嬢サディスティック 下剋上コンスピラシー（佐治 貴美）[10]
- 淫辱都市/堕天の贄（来栖 美奈穂）
- 触禍〜処女を狙う黒い触手〜（青葉 沙枝）
- ドラたま! 〜幼竜ライラの成長日記〜（ライラ）
- プレイ!プレイ!プレイ!
- 保健室の優しい授業（天神 さつき）[11]
- 童貞クリニック 〜筆おろしはお任せください〜（栗栖 舞）[12]

#### 2011年
- アネカノ -お姉ちゃんとえっちであまーいヒミツの関係-（浅海 小鹿）[13]
- おねガン!（麻生 ゆとり）[14]
- カスタムレイド4++（カスタムヒロイン【天真爛漫な妹タイプ】）[13]
- カミカゼ☆エクスプローラー!（速瀬 まなみ）[13]
- 究極魔法少女 絶対☆姉貴（苗場 ひかり）[13]
- 制服天使（持月 あやね）[15]
- 放課後キッチン（深海 鈴乃）[16]
- 妄想ぷろとこる!（セラ）[17]
- デュエリスト×エンゲージ（ヴィオレッタ・ソレイユ）[13]
- 初恋予報。（二ノ宮 詩乃）[13]
- ぜったい絶頂☆性器の大発明!! ─処女を狙う学園道具多発エロ─（中平 唄葉）[13]
- 小夜子（藤原 あやか）[13]
- アクロウム・エチュード Canvas4（鷺ノ宮 紬）[13]
- 戦国天使ジブリール（真辺リカ/ジブリール/伊達・リカ次郎・政宗）[18]
- だらしなくてエッチなお姉さんが転がり込んできた。どうする!?（姉）[19]
- プリンセスX 〜僕の許嫁はモンスターっ娘!?〜（てぐす御前）[20]
- 淫欲操作 〜密室での性欲実験〜（飯代 智早）[21]
- 凌成敗!〜学園美少女制裁秘録〜（日生 咲[22]）
- 守護聖女プリズムセイバー（天城 真白）[23]
- 現在もいつかもふぁるなルナ（秋野宮 茜）[24]
- euphoria（帆刈 叶[25]）
- 肉壺姉妹（鶴野 ユミ）[26]
- 淫刻の虜姫 〜囚われた没落の姫姉妹、淫教の果てに〜（イリス）[27]
- 世にも気持ちいい学園の快談〜オバケになってあの娘に仕返し!〜（宮沢 ひまわり）[28]
- お姉ちゃんエロエロ注意報 〜愛液の大洪水〜（百瀬 花咲里）[29]
- 妻の秘め事〜お笑い芸人に寝取られた豊乳新妻 紫（陽花）[30]
- 薄幸の新妻〜私…逃げられない…〜（吹山 麗美）[31]
- 少女は真夏に海岸で（田山 文） [32]
- 魔王姫狩り イナルナ姫淫行肉欲責め（イナルナ・フェデリア）[33]
- JKと淫行教師SP〜渡る世間はエロ教師ばかり〜（澤井 花純）[34]
- もっと! 女装で孕ませてっ（小鳥遊 琉羽衣）[35]
- 復讐催眠 〜月の姫君は服従の夢をみるか?〜（ロミナ・ベルレアン）[36]
- 淫乱女子マネジと行く1泊2日スポ根中出しエロ合宿〜マネジ! みんなでイキます!!〜（渚）[37]
- 魔法の守護姫アルテミナ（保坂 美鈴[38]）

#### 2012年
- ものべの（有島 ありす）[39]
- 夜勤病棟 零（比良坂 詩弦）[40]
- ひよこストライク!（ぷーさん）[41]
- プリンセスXFD〜許嫁は終わらない!?〜（てぐす御前）[42]
- 淫落痴漢電車 〜恥辱姦状線〜（宮国 亜弥乃）[43]
- セーエキ!ぶっかけ牧場! 〜お汁いっぱい、精霊達をHに飼イク!〜（ハッピー・シルフィード）[44]
- ピチふぇち!だぶる!!～競泳姉妹と中出し孕ませにゅるにゅるデート♪～（立花 かなで）
- 妹が僕を狙ってる（悠木 ゆず）[45]
- 出撃!乙女たちの戦場3〜電撃作戦!戦果はエースの名のもとに〜（綾瀬 夕子）[46]
- 繁触学園 〜少女達を餌に繁触がはじまる〜（五十嵐 悠葵）[47]
- 追奏のオーグメント（河嶋 蓉子）[48]
- ベロちゅー!〜コスプレメイドをエロメロしちゃう魔法の舌戯〜（成瀬 久美）[49]
- 真・蟻地獄（千条院 嵐）[50]
- ピュアガール（京 都）[51]
- 軍人狩り（メイヤ）[52]
- 淫蟲猟域（林 栞奈）[53]
- CHU→NING LOVER（冬月院 藍子）[54]
- 僕の目の前で××される彼女（三上 真衣）[55]
- FaintTone（館花 音羽）[56]
- パジャマさんこんにちわ（永野 榎柚）[57]
- ぜったい!マジイキ!?イチャずらはぷにんぐ! 〜変形!、変態?手に入れた能力でエロメロパワーを収集せよ〜（司馬 香織）[58]
- Chuしてあげちゃう 〜押しかけお姉さんの性交恥療〜（直島 奈緒）[59]
- 催眠遊戯（静内 蛍火）[60]
- ManguSta -恥辱風紀委員会-（空木 雪花）[61]
- キミへ贈る、ソラの花（北尾 雪花）[62]
- 魔王様の孕ませ道中記（パメラ・エルフィンストーン）
- 脱がして犯して淫力吸しゅ～!（歌野 風音）
- 冬馬小次郎の探偵FILE～聖黒樺学園殺人事件～（三浦 弥生）

#### 2013年
- 家族崩快-目の前で奪われていく俺の家族-（川澄 由梨子）[63]
- 籠女の繭（鷺ノ宮 繭子）[64]
- プリズム◇リコレクション!（九条 初音）[65]
- サド★部! 〜S女に虐めヌかれ部♪〜（霜貫 陶子）[66]
- いんぴゅり〜ヒトとアナタとアヤカシと〜（黒部 蓮華）[67]
- 終奏のオーグメント（河嶋 蓉子）[68]
- プレイ!プレイ!プレイ!惨（梅景 真歩、杉本 実絵子）[69]
- 淫習村〜淫靡な風習に堕ちる家族〜（三角 静香）[70]
- 超コンカツ! 5人の嫁〜アレから三十路まで（湯沢 ミホ）
- ツゴウノイイ彼女タチ（淡路 夏音）[71]
- 牝教師3〜淫悦の学舎〜（リーナ（佐伯 里亜奈））[72]
- 恋しよっ?（日月 咲）[73]
- おねだりしなさいお兄様「妹にどうやっていじめられたいの?」（城戸 真冬）[74]
- 最淫Security SeiCoM（高宮 玲奈）[75]
- サンタフル☆サマー（新枝 実結）[76]
- プレスタ!〜Precious☆Star`sフェスティバル〜（保科 ハルナ）[77]
- 魔導書の司書（アルモディアス）[78]
- 異触の檻 -あんな化け物に犯されるなんて絶対に嫌っ!!-（君嶋 莉夏）[79]
- 教えて♥先生!オトコの娘学園 〜イチャラブ!男の娘トライアングル〜（古河 樹）[80]
- 戦刃乙女-マキナに宿りし心が願うは…-（北条院 七花）[81]
- 兄貴の嫁さんなら、俺にハメられてヒイヒイ言ってるところだよ（藤嶋 幸枝）[82]
- 豚便器〜醜悪オークに子種を注がれる女子校生〜（笹木 藍）[83]
- 破瓜の連鎖に捕らわれた処女（新見 葵）[84]
- 1番じゃなきゃダメですかっ?（五和 蛍）[85]
- 淫虐の学園〜猥堕に蔓延る復讐の罠〜（鷺ノ宮 彩夢）[86]
- 百姓繚乱コナギいっき! 〜人外魔姦伝〜（役小角）[87]
- ひなたのつき（イバラ）[88]
- ものべの-happy end-（有島 ありす）[89]
- 館〜官能奇譚〜（善桜寺 瑠璃）[90]
- インモラル病棟（秋月 沙耶）[91]
- 桜舞う乙女のロンド（天司 涼香）[92]
- VenusBlood -GAIA-（レイン・ジーデルン）[93]
- あまたらすリドルスター（山根 夢）[94]
- オトメスイッチ 〜彼が持ってる彼女のリモコン〜（立花 閏）[95]
- アヘ顔アクメ中毒-人体改造で狂ってイク私を見ないで-（宍戸 麗子）[96]
- 聖ヤリマンシスターズ♥パコパコ日記（サキ）[97]
- 雛といっしょ（ぷーさん）[98]

#### 2014年
- 昼下がりの団恥淫妻3〜夫には言えない秘密の訪問販売〜（宮部 春佳）[99]
- キスアト（棗 梓）[100]
- ばくあね〜弟しぼっちゃうぞ!（早崎 乃絵実）[101]
- イノセントガール (御堂このか) [102]
- 催眠クラス 〜女子全員、知らないうちに妊娠してました〜（伊波 ましろ）[103]
- 少女教育 (雛田 麻未)
- バカ燃えハートに愛をこめて!（神和住 千菜美）[104]
- ギャンブラー☆ジェシカ〜THE Erotic Gambling!!〜（ヴィオレッタ）[105]
- リアルプレイ（泉崎 香奈）[106]
- 麗華の館 〜催眠遊戯への招待状（茅野 緋芽）[107]
- ALIA's CARNIVAL!（篠ノ森 弓）[108]
- ケダモノたちの住む家で～大嫌いな最低家族と彼女との寝取られ同居生活～（陽ノ下 心春）[109]
- いけない子作り 〜親友のお母さんに種付けしまくる1週間〜（鷺宮 由良）[110]
- らぶ♥らぶ♥らいふ 〜お嬢様７人とラブラブハーレム生活〜（萌黄乃 さち/ちさ）[111]
- 虐襲5（セーノ・エイトス）[112]
- 銃騎士Cutie☆Bullet（川崎 舞子）[113]
- 学園で時間よ止まれ（菅井 朱莉）[114]
- 13人の麗しきケダモノ（春原 咲良）[115]
- デモニオンII〜魔王と三人の女王〜（ヨザクラ・イツキ）[116]
- 巫女喰イ 〜魔手ノ黒箱〜（朝凪 向日葵）[117]
- レーシャル・マージ（ロビン）[118]
- 妹とその友人がエロすぎて俺の股間がヤバイ（海羽）[119]
- 子作りしようよ ソーマくん〜えっちな娘でもいいですか?〜（月島 杏子）[120]
- 超催眠術学園（五十嵐 優菜）[121]
- 夜這いする七人の孕女2（七和 優雨）[122]
- サキガケ⇒ジェネレーション!（水上 桐葉）[123]
- 8人のM娘（千歳 ちよ）[124]
- もしも用務員のおじさんが催眠を覚えたら… 〜女教師を淫らに堕とす、肉欲の法悦催眠〜（寝屋川 音寧）[125]
- ハーヴェストオーバーレイ（京月 持子）[126]
- ビッチ生徒会長のいけないお仕事（ビビッチ＝イザベラ＝ヴィクトリア）[127]
- 熟バレー〜シゴキ扱かれる熟れた人妻達〜（櫻井 成実）[128]
- メイクMeラバー（シャルフレート・シェルノスキー）[129]
- 彼女はエッチで淫らなヘンタイ（四條 ひなこ）[130]
- 恋愛リベンジ（玖珂 ユズハ）[131]
- 奪 〜人の妻、売ります〜（露口 愛海）[132]
- ヌキ放題! 学園風俗!! 〜小悪魔ビッチと夜の文化祭〜（汐夏）[133]
- ものべの -more smile- for alice（有島 ありす）
- 付喪女・あおゑ（佐々本 愛文、赤緒）[134]
- プリンセスマテリアル（ミーナ＝キャラット）[135]
- 百合少女撮影プレイ〜オレ専用のイメージビデオ〜（あやち）[136]
- サイミンZ（神住 桃子）[137]
- 憑夜ノ村（川中 萌香）[138]
- BunnyParadise ばにぱら〜恋人全員バニー化計画〜（蝶乃 春）[139]
- VenusBlood -HYPNO-（ジュリア・フォン・アークロンド）[140]
- 手籠めにされる九人の堕女（七和 優雨）[141]
- ハーヴェストオーバーレイ リコネクション（京月 持子）[142]
- 螺旋遡行のディストピア（伊月 美羽）[143]
- 黙示録外伝 わたしの勇者は多重神格者（グリマルキン）[144]
- 妹尻（星橋 智香）[145]
- ハーレムめいと（真面目タイプ）[146]
- ヒマワリと恋の記憶（蛇田 汐里）[147]
- 憑依変身エクストラソウルズ（金広 杏子）

#### 2015年
- 不良少年女体化〜いじめっ子は調教してしまえっ!〜（中野 純）[148]
- 鯨神のティアスティラ（仙堂 桜子）[149]
- 影狼（レミィ）[150]
- 花の野に咲くうたかたの（杜氏 優枝）[151]
- 戦乙女らんなばうとっ!（ニケ＝コープ）[152]
- 奪again 〜人の妻、また売ります〜（露口 愛海）[153]
- ウルスラグナ〜征戦のデュエリスト〜（黒瀬 マリ）[154]
- 拝啓、今日からビッチになります（神里 のばら）[155]
- ブレイブハンターあおい（平塚 橙子）[156]
- イブニクル（クロア）[157]
- ALIA’s CARNIVAL! Flowering Sky（篠ノ森 弓）[158]
- 少女アクティビティ（神南 彩夏）[159]
- プレイ!プレイ!プレイ!屍（相楽 渚沙、米徳 奈々未）[160]
- すとれい★すくーる –STRAY SCHOOL-（乃木坂 咲姫）[161]
- Closed GAME（マリエル・クレメンス）[162]
- PENDULUM（カタリーナ 九条）[163]
- メイプルカラーズHHH〜クラス全員俺の嫁!〜（夏色 ここあ）[164]
- エッチでヘンタイ!ヤキモチお嬢様!!（来栖川 アリス）[165]
- KISS×1000 昔、KISS部というサークルがありました（メイア・ソレイタ）[166]
- 塔の下のエクセルキトゥス（カトリア・シュトラウス）[167]
- Sexyビーチ プレミアムリゾート（泉崎 香奈）[168]
- あねよめコンチェルト（マリア・ヤーブロニャ・日高）[169]
- Love and Peace（相馬 小雪）[170]
- 恋愛フェイズ（天乃 澪衣）[171]
- エロ漫画家さんと貧乏姉妹（鈴木 愛菜）[172]
- ここから夏のイノセンス!（宮園 小萩）

#### 2016年
- ALIA's CARNIVAL! Wパッケージ（篠ノ森 弓）[173]
- アリスティア・リメイン (姫野 春香）
- 廻るセカイで永遠なるチカイを！(窪田 神無)
- まいてつ(右田 日々姫)[174]
- この恋、青春により。（若林 奈央）[175]
- 絶対暗示マラオネット ～催眠復讐ゲーム～（小芝 可憐）
- 牝贄狩 ～淫虐のアーケード街～（村木 えりか）
- 奪 ENDING ～人の妻、最後まで売ります～（露口 愛海）
- アイドルパフパフマネージメント 芸能娘をHにバストUPプロデュース（神田 紗枝）
- ウィザーズコンプレックス（氷室 舞生）
- カスタムメイド3D2 キャラクターパック 母性的なお姉ちゃん（母性的なお姉ちゃん）
- PURELY×CATION（三波 舞）
- 牝贄狩 ～ブートレグ・村木えりかに関する記録と、向田りりの失われた結末～（村木 えりか）
- えろゼミ ～エッチにヤルきにABC～（鳴海 楓）
- 報復催眠（鷹槻 桜花）
- 少女マイノリティ -慰めの愛-（片倉 凪咲）
- 銀色、遥か
- Triangle Love -アプリコットフィズ-（仙洞田 華凛）
- ハニーセレクト（ツンデレ）
- 幼すぎる家庭教師（なる）
- 湯の村は～れむ ～巨乳孕ませ温泉滞在記～（犬養 知実）
- ふれるてラブコネクト オレとカノジョの愛情表現（門野 つかさ）
- 粘獄のリーゼ（荒神 光流）
- 魔法戦士ネクストイグニッション（スイートパッション）
- ネトラレンアイ ～愛する彼女が結んだ淫らな契約～（那須川 雪姫）
- 幼すぎる幼妻 ～お向かいさんに騙されて～（唯）
- ビッチなあの娘に性活指導! JKビッチ★はめぱこスクールライフ Plus（宮守 春香）
- 白衣の天使はお世話好き! ～ラブラブエッチな入院生活～（天台 皐月）
- VenusBlood -RAGNAROK-（ブリュンヒルデ）

#### 2017年
- スイセイギンカ（相馬 奈々代）
- リターニアの精霊使い -迷宮を征く者-（白の精霊ノルン）
- 水葬銀貨のイストリア（進藤 和奏）
- はるるみなもに! （冴野 望都）
- セ・ン・パ・イ 広海先輩とのラブエロ性活（鐘沢 広海）
- 廻るセカイで永遠なるチカイを! -巡り来る春-（窪田 神無）
- 奪病棟 ～ネトラレカルテ～（佐和田 詠美）
- 恥辱遊戯 ～お嬢様の聖水～（桂宮 ゆうり）
- タンテイセブン（阿部 摩り耶）
- ゴールデンアワー（七北田 瑠璃）[176]
- 百奇繚乱の館（帯刀 怜）
- 美少女万華鏡 -罪と罰の少女-（御殿場 鏡子）
- 催眠とろとろオペレーション ～院内美巨乳補完計画～（江坂 菜月）
- 恋愛教室（福地 万理子）
- あまいえ（如月 琴美）
- VenusBlood -BRAVE-（ミヤビ＝タチバナ）
- 舐めプ!（間宮 洋子）
- 屈辱（松浦 杏樹）
- 絆きらめく恋いろは（フリージア・ゴッドスピード）
- 艶花サクラメント -性なる御技と悪霊憑きの少女たち-（神川 ひなた）
- 百奇繚乱の館×河原崎家の一族（帯刀 怜）
- メス堕ち! 巨乳妻との癒され愛温泉 ～巨乳妻たちと身も心もふれあうラブエロ性活～（塚田 みちる）
- 幕末尽忠報国烈士伝 -MIBURO-（土方 為次郎、西郷 瀑布子）

#### 2018年
- 催眠学舎（檜木 英美）
- グリムリーパー! -刈魔執行乙女隊-（リーリャ・ヴァインツィール）
- カスタムオーダーメイド3D2（真面目でエッチな事が苦手な委員長系）
- 少女マイノリティ -凪咲 Another Day-（片倉 凪咲）
- 少女グラフィティ (東照宮 朱美)
- 催眠家族 ～ヤドカリ～（六郷 清香）
- プレイ! プレイ! プレイ! GO!（綾乃 史緒里、影山 虹花）
- Love×Holic ～魅惑の乙女と白濁カンケイ～（蒼江 紅音）
- ハタラカナイはにーらいふ（小田切 なな）
- Erewhon（阿式 十子）
- MAJIで没落5秒前
- 委員界の異端者 ～IINCHO-Re.co～（高城 麟瞳）
- 白衣の天使はお世話好き! ～ラブラブエッチな入院生活～ アナザーストーリー（天台 皐月）
- 黒獣2 ～淫欲に染まる背徳の都、再び～（イリス）
- VenusBlood:Lagoon（マキュリア＝ヴァーレ）

#### 2019年
- 絆きらめく恋いろは -椿恋歌-（フリージア・ゴッドスピード）
- ギルドマスター（フェイルン）
- VenusBlood AfterDays Episode:3 業炎の花嫁（ジュリア）
- VenusBlood AfterDays Episode:4 竜の歌姫（ジュリア）
- スワローテイル-あの日、青を超えて-（芋沢 えりな）[177]
- サマナープリンセス アルテミナ3 ～二人の有紗～（保坂 美鈴）
- ママは対魔忍（吉沢 加奈）
- ALL×CATION（三波 舞）
- ガールズ・ブック・メイカー -幸せのリブレット-(華見 舞歌)
- ココロネ=ペンデュラム!(門脇 春海)
- 異世界娘発情中 ～俺のアレをハムハムしまくり!?～(シャルティエ・ウィングル)
- スタディ§ステディ（掛川 葉月）
- 甘やかせカノジョのいる生活 ～一途な銀髪美少女は好きですか？～ (アーニャ)
- カオスドミナス(ノルン・カンパーニ)

#### 2020年
- 館 ～官能奇譚～ インモラルエディション(善桜寺 瑠璃)
- 俺だけにビッチな従弟は、ヤンキー系男の娘! 〜ライバル登場! です〜 (大道寺 カオル)[178]
- まいてつ Last Run!!（右田 日々姫）[179]

#### 2021年
- 俺だけにビッチな従弟は、ヤンキー系男の娘! 〜ずっといっしょなバケーション!〜 ('大道寺 カオル)[180]
- 源平繚乱絵巻 -GIKEI- (藤原 忠衡)[181]
- 極限痴漢特異点2 痴漢の証明 (相馬 志珠)
- ぱられるAKIBA学園 (勇者スカーレット)[182]
- セックスアンダーワールドへようこそ! (フィオナ・ニーズリック)
- 姦染BB -FHDバイノーラルEDITION-（近藤 美樹）
- HOMESTAY a la mode（ブリア アンダーソン）
- 魔法戦士レムティアナイツ2 -こわれゆく世界の女神たち-（スイートパッション）

#### 2022年
- 魔法戦士レムティアナイツ2 Fall into lust（スイートパッション[183]）
- 特別授業3SLG インモラルエディション（森宮 理絵）
- スタディ§ステディ2（八重沢 やえ）
- 深淵のラビリントス（ヴィレス）
- 特別授業3SLG インモラルエディション（ミレーヌ・ダルトワ）
- 魔法戦士 Christmas Ignition（スイートパッション）
- アネトモ (園原 由依子[184])

#### 2023年
- WANNABE→CREATORS（塔ノ沢 凛音[185]）
- VenusBlood GAIA International（レイン・ジーデルン）[186]
- 艶嬢学園 ～【炎上女子】を指導せよ！～ (赤間 夏音)

#### 2024年
- 悠刻のファムファタル（ブラックリリー）
- New Breeder 〜エッチな獣娘を狩って⾃分好みに調教!〜（ユキ[187]）
- トキメキ性春エロマッサージ学園 〜膣キュン×珍ムク×イカシアイ!!〜(郡山 揉香[188])

#### 2025年
- あくめる∞ギャルズドミトリー ～今日から始まる白黒ギャルのいいなり絞られ生活!～（麻上 永遠）
- ワナクリ2（塔ノ沢 凛音）
- 隷従の制服（本堂 璃音）

### コンシューマーゲーム
- 彼女はオレからはなれない（美嶋 さくら）[189]
- ALIA's CARNIVAL サクラメント（篠ノ森 弓）[190]
- キスアト（棗 梓）[191]

### オンラインゲーム
- Quiz of Walkure（ネリゼ、アネル、カノル、ミーチャ）[192]
- ドキドキ☆病んでミック（六角 菫）
- 戦乱プリンセス（織田信長、三条夫人、大谷吉継、蘆名義広、阿南の方、猫御前、静御前、吉法師、彦星、朝比奈泰朝、桜石）
- 万物乙女☆ダンジョンズ（チャチャ、マネキ、タネガシマ）
- 星のガールズオデッセイ（ポセイドン）
- ぼくらの放課後戦争（牧野 香織）
- アートワール魔法学園の乙女たち（マホ）
- ハニー×ブレイド2（岐津 まつば）
- X-Overd～羅針盤の輝き～（エキドナ）
- ジェミニシード（ウィレーミナ、タルハユハ）
- ソウル戦記S（井伊 春菜）
- ふるーつふるきゅーと!R（アーモンド、ハッサク）
- 宝石姫 JEWEL PRINCESS（桜石、レッドジャスパー）
- 要塞少女（コダマ、ミレーナ、フェリス）
- ミナシゴノシゴト（ユガ）
- 星彩のアステルマキナ 開発中止（アークトゥルス）[193]
- 超昂大戦 エスカレーションヒロインズ（狂の秋道姫路 / 秋道 姫路）[194]
- DeepOne虚無と夢幻のフラグメント (サーシャ･オドネル)

### 同人ゲーム
- HappySisterUtopia!（白河結乃[195]）
- ネコぱらシリーズ（ショコラ）
  - Vol.1 ソレイユ開店しました!
  - Vol.0 水無月ネコたちの日常!
  - Vol.2 姉妹ネコのシュクレ
  - Vol.3 ネコたちのアロマティゼ
  - Vol.4 ネコとパティシェのノエル
- 素晴らしき国家の築き方（エステル）
- 新人監督と処女女優（ものの羽澄）
- 強制AVデビュー 上木愛莉1X歳 ～自慰盗撮から始まった、恥辱と背信の日々～（上木 愛莉）
- 寝取られ痴漢電車 ～環状線～（藤輪 天音）
- アヤツラレル!? 私の肢体は誰かのオモチャ（小林 比奈子）
- 娘マネジ! イキます!! ～SEX a GAME 2017～（有明 岬）
- MAJIで没落5秒前
- マリー将軍の触手ラボ（マリー将軍）
- 装煌聖姫イースフィア ～淫虐の洗脳改造～（綾崎 雫/イースフレア）
- えんとも ～二人まとめて可愛がってね、パパ～ (舞依)
- 100回フラれた絶望的にモテない俺を憐れんだ彼氏あり女友達が何でもエロい事ヤらせてくれた!![196]

### パソコンソフト
- Music Maker 2 Producer Edition jamバンド（鼓カノン）
- Music Maker 3 Producer Edition jamバンド（鼓カノン）

### OVA
- euphoria 〜真中合歓 地獄始動編〜（帆刈 叶）[13]
- 姦染 Ball Buster The Animation（本間 奈緒子）[197]
- ボクの理想の異世界生活（ミーシア）[198]

### その他
- jamバンド（鼓カノン）

## ラジオ
- 制服らじお[13]
- 妹が僕を狙ってる Webラジオ1回目・2回目パーソナリティー[13]

## コラム
- ヒマリのゆったもん勝ち！ （PUSH!!連載コラム 2013年10月号 - ）
- ヒマリッチ！みや美っち♪（Getchu.com：2013年5月15日 - 2015年3月18日）[199]

## CD
- 「いぐぅ2 〜マジ最低! こんなの聞いてアヘ顔ダブルピースなんて、本当にどうしようもない最低の屑ね!〜」※同人
- 「だってHって食べる事と睡眠と大差ないじゃないですか？」※同人<ヒマリ先生>

## テレビ
- ダラケ! 〜お金を払ってでも見たいクイズ〜（2016年1月28日、BSスカパー）[200]